# 洞爺湖町
洞爺湖町（とうやこちょう）は、北海道胆振総合振興局にある町。

## 概要
北海道中央南西部に位置しており、湖（洞爺湖）と山（有珠山）と海（内浦湾（噴火湾））に囲まれている。洞爺湖や有珠山など多くの観光資源があり、年間250万人以上の観光客が訪れる観光地になっている。2008年（平成20年）に『第34回主要国首脳会議』（北海道洞爺湖サミット）が開催され、2009年（平成21年）には町域のすべてとなる洞爺湖有珠山ジオパークが日本国内初の「世界ジオパーク」に認定された。

## 地理
地勢は羊蹄山麓から洞爺湖を配し内浦湾（噴火湾）までの間に位置しており、洞爺湖周辺は「支笏洞爺国立公園」になっている。地質は、主に新第三紀以降の火山活動によるローム層や安山岩などの火山岩、火山灰で形成されている。
- 山：有珠山（小有珠、西山、金毘羅山、733 m）、三角山（310 m）、トーノシケヌプリ（455 m）
- 河川：貫気別川、板谷川、トコタン川、赤川、入江川、ホロナイ川、小花井川
- 湖沼：洞爺湖
- 島：大島、饅頭島、弁天島、観音島［総称、中島］（湖中心部）珍小島（陸繋島）

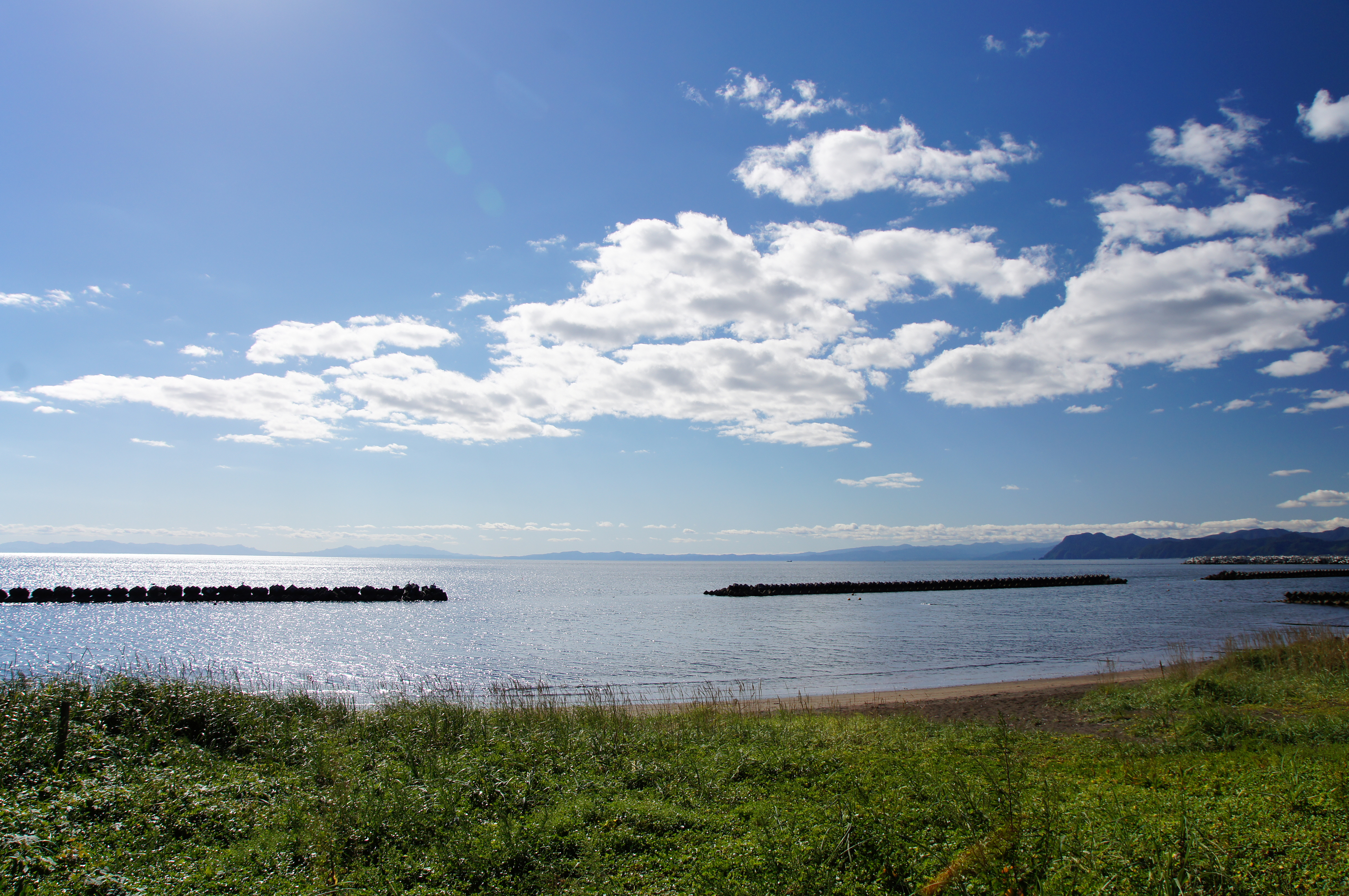
内浦湾（噴火湾）（2013年9月）
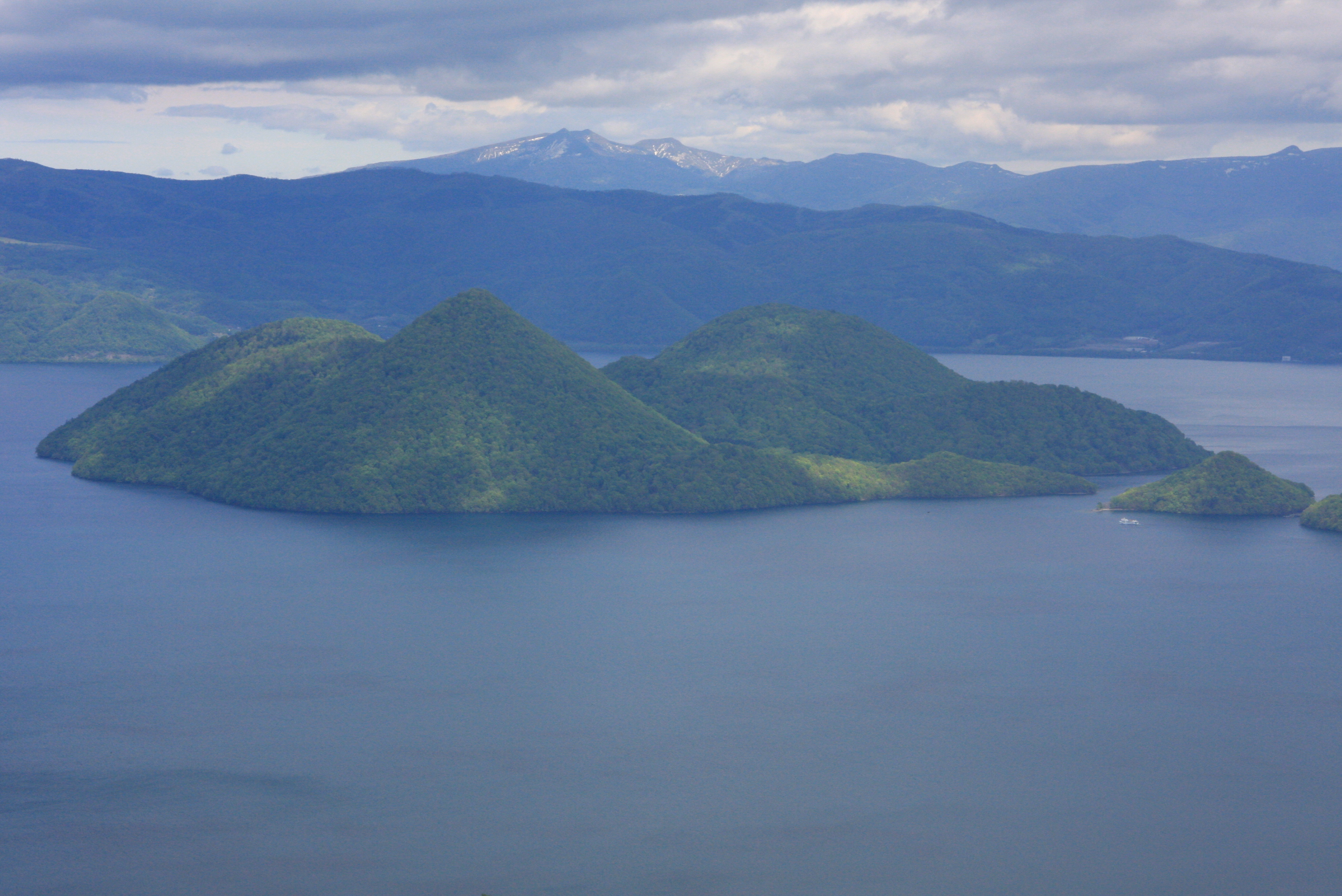
トーノシケヌプリ（2009年5月）
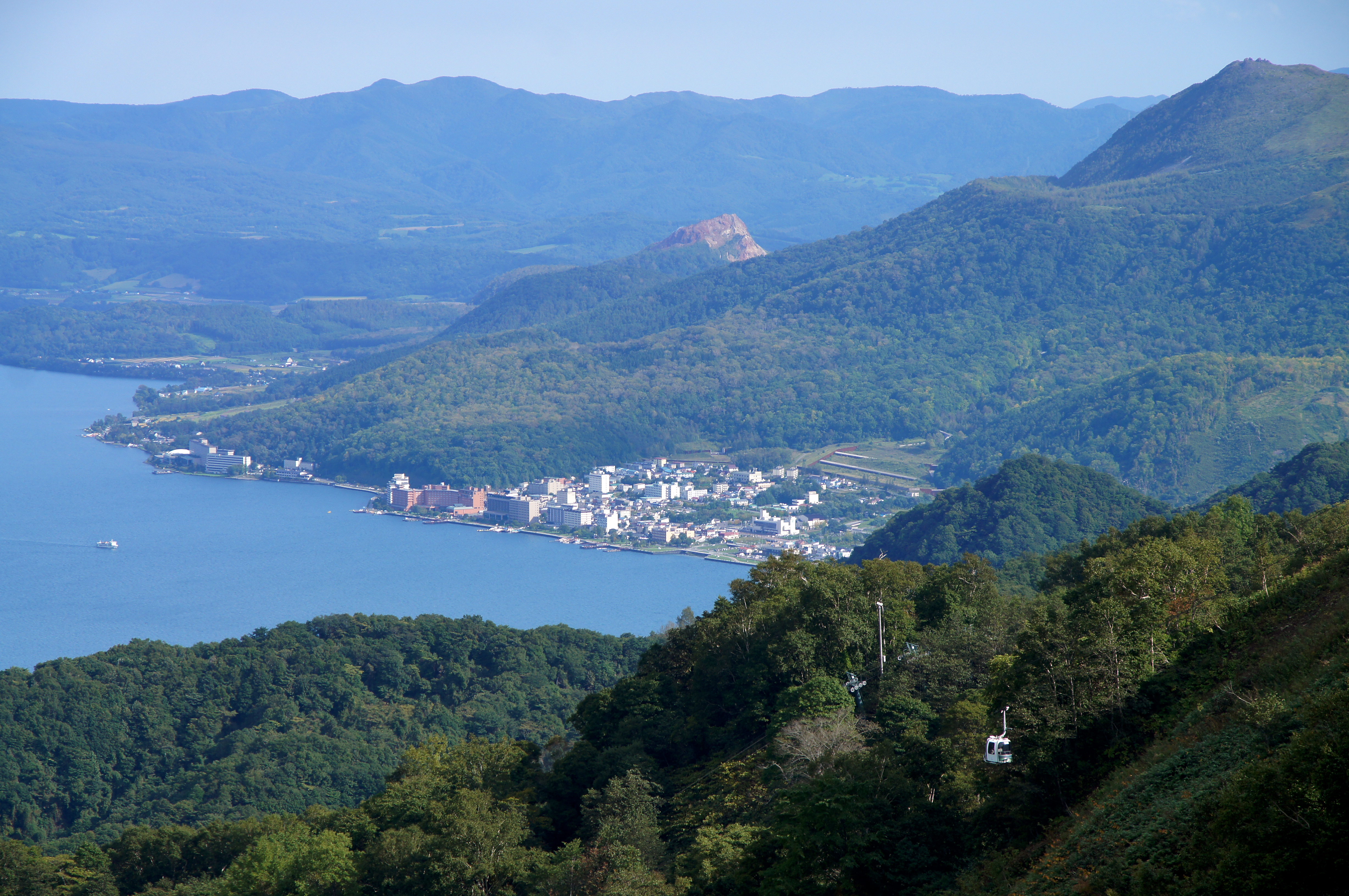
洞爺湖温泉街と昭和新山、有珠山（2013年9月）
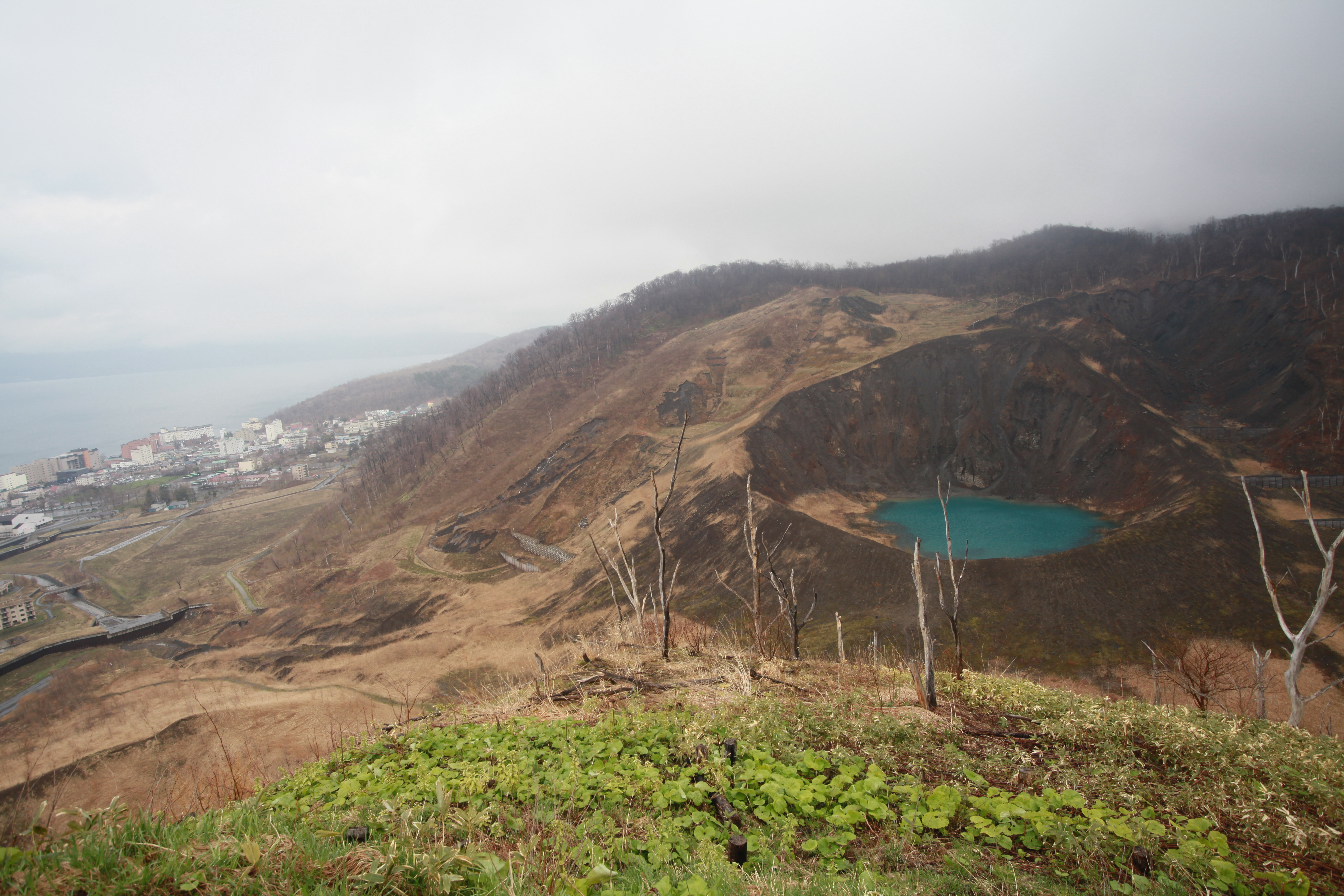
洞爺湖温泉街と有珠山の金毘羅火口（2013年5月）

### 気候
太平洋西部気候区に属しており、北海道内では最も温暖な地帯で冬の降水量は少なく気温もマイナス10℃以下になることは稀である。7月から8月は夏型の気候となって気温も上昇するが、季節風（モンスーン）の関係で夏でも涼しい。
| 洞爺湖温泉（1991年 - 2020年）の気候 | 洞爺湖温泉（1991年 - 2020年）の気候 | 洞爺湖温泉（1991年 - 2020年）の気候 | 洞爺湖温泉（1991年 - 2020年）の気候 | 洞爺湖温泉（1991年 - 2020年）の気候 | 洞爺湖温泉（1991年 - 2020年）の気候 | 洞爺湖温泉（1991年 - 2020年）の気候 | 洞爺湖温泉（1991年 - 2020年）の気候 | 洞爺湖温泉（1991年 - 2020年）の気候 | 洞爺湖温泉（1991年 - 2020年）の気候 | 洞爺湖温泉（1991年 - 2020年）の気候 | 洞爺湖温泉（1991年 - 2020年）の気候 | 洞爺湖温泉（1991年 - 2020年）の気候 | 洞爺湖温泉（1991年 - 2020年）の気候 |
| 月                                  | 1月                                 | 2月                                 | 3月                                 | 4月                                 | 5月                                 | 6月                                 | 7月                                 | 8月                                 | 9月                                 | 10月                                | 11月                                | 12月                                | 年                                  |
| ----------------------------------- | ----------------------------------- | ----------------------------------- | ----------------------------------- | ----------------------------------- | ----------------------------------- | ----------------------------------- | ----------------------------------- | ----------------------------------- | ----------------------------------- | ----------------------------------- | ----------------------------------- | ----------------------------------- | ----------------------------------- |
| 降水量 mm （inch）                  | 46.5 (1.831)                        | 42.2 (1.661)                        | 47.9 (1.886)                        | 58.1 (2.287)                        | 81.4 (3.205)                        | 67.8 (2.669)                        | 114.4 (4.504)                       | 152.2 (5.992)                       | 125.3 (4.933)                       | 96.5 (3.799)                        | 94.4 (3.717)                        | 62.8 (2.472)                        | 988.9 (38.933)                      |
| 平均降水日数 （≥1.0 mm）            | 12.4                                | 11.9                                | 10.4                                | 9.4                                 | 10.1                                | 8.2                                 | 9.2                                 | 9.5                                 | 10.6                                | 11.9                                | 13.1                                | 13.5                                | 129.7                               |
| 出典1：Japan Meteorological Agency  |                                     |                                     |                                     |                                     |                                     |                                     |                                     |                                     |                                     |                                     |                                     |                                     |                                     |
| 出典2：気象庁                       |                                     |                                     |                                     |                                     |                                     |                                     |                                     |                                     |                                     |                                     |                                     |                                     |                                     |

### 人口
| |                                          |  |
| 洞爺湖町と全国の年齢別人口分布（2005年） | 洞爺湖町の年齢・男女別人口分布（2005年） |  |
| ■紫色 ― 洞爺湖町 ■緑色 ― 日本全国 | ■青色 ― 男性 ■赤色 ― 女性                |  |
| 洞爺湖町（に相当する地域）の人口の推移 \| 1970年（昭和45年） \| 16,187人 \| \| \| 1975年（昭和50年） \| 15,496人 \| \| \| 1980年（昭和55年） \| 14,401人 \| \| \| 1985年（昭和60年） \| 13,749人 \| \| \| 1990年（平成2年） \| 13,113人 \| \| \| 1995年（平成7年） \| 12,805人 \| \| \| 2000年（平成12年） \| 10,622人 \| \| \| 2005年（平成17年） \| 11,343人 \| \| \| 2010年（平成22年） \| 10,128人 \| \| \| 2015年（平成27年） \| 9,299人 \| \| \| 2020年（令和2年） \| 8,442人 \| \| |                                          |  |
| 総務省統計局 国勢調査より |                                          |  |
| 1970年（昭和45年） | 16,187人                                 |  |
| 1975年（昭和50年） | 15,496人                                 |  |
| 1980年（昭和55年） | 14,401人                                 |  |
| 1985年（昭和60年） | 13,749人                                 |  |
| 1990年（平成2年） | 13,113人                                 |  |
| 1995年（平成7年） | 12,805人                                 |  |
| 2000年（平成12年） | 10,622人                                 |  |
| 2005年（平成17年） | 11,343人                                 |  |
| 2010年（平成22年） | 10,128人                                 |  |
| 2015年（平成27年） | 9,299人                                  |  |
| 2020年（令和2年） | 8,442人                                  |  |

## 歴史
「洞爺湖町の歴史」参照
- 1796年（寛政08年）：ウィリアム・ロバート・ブロートン艦長率いるプロヴィデンス号が虻田上陸。
- 1880年（明治13年）：虻田村に虻田郡各村戸長役場設置。
- 1882年（明治15年）：村名を「虻田」に統一。
- 1887年（明治20年）：香川県丸亀藩士の三橋政之ら22戸76名が大原地区入植。
- 1895年（明治28年）：数十戸の小作人が成香地区600ヘクタール開拓。
- 1899年（明治32年）：「虻田村大火」発生。
- 1902年（明治35年）：虻田村が二級町村制施行。
- 1910年（明治43年）：有珠山噴火。四十三山（明治新山）生成。
- 1917年（大正06年）：温泉発見（現在の洞爺湖温泉）。
- 1920年（大正09年）：虻田村から洞爺村が分村。
- 1928年（昭和03年）：国有鉄道（国鉄）長輪線（現在の室蘭本線）開通。虻田駅（現在の洞爺駅）開業。
- 1929年（昭和04年）：洞爺湖電気鉄道開業（1941年廃止）。
- 1938年（昭和13年）：虻田村が町制施行し、虻田町となる。
- 1944年（昭和19年）〜1945年（昭和20年）：昭和新山生成。
- 1949年（昭和24年）：洞爺湖周辺が「支笏洞爺国立公園」指定[8]。
- 1954年（昭和29年）：昭和天皇、香淳皇后が洞爺湖周辺に行幸啓[11]。
- 1959年（昭和34年）：「虻田町大火」発生。
- 1964年（昭和39年）：虻田町が足柄下郡箱根町と「姉妹都市」提携。
- 1971年（昭和46年）：虻田鉱山閉山。道立洞爺少年自然の家（ネイパル洞爺）開設（2014年廃止）。
- 1975年（昭和50年）：洞爺村が三豊郡財田町と「姉妹都市」提携。
- 1977年（昭和52年）：有珠山噴火。
- 1978年（昭和53年）：大規模泥流発生。
- 1979年（昭和54年）：虻田漁港（本港区）完成[12]。
- 1982年（昭和57年）：『ロングラン花火大会』初開催。
- 1994年（平成06年）：道央自動車道虻田洞爺湖IC開通。
- 2000年（平成12年）：有珠山噴火。
- 2003年（平成15年）：虻田町役場新庁舎完成。
- 2006年（平成18年）：虻田町と洞爺村が合併し、洞爺湖町となる。
- 2007年（平成19年）：洞爺湖ビジターセンター・火山科学館完成。国道230号新ルート開通。虻田洞爺湖IC移設。
- 2008年（平成20年）：ザ・ウィンザーホテル洞爺リゾート&スパにて『第34回主要国首脳会議』（北海道洞爺湖サミット）開催[2][3][4][5]。洞爺湖有珠山ジオパークが「日本ジオパーク」認定[6]。
- 2009年（平成21年）：北海道洞爺湖サミット記念館開館。洞爺湖有珠山ジオパークが日本国内初となる「世界ジオパーク」認定[6]。洞爺湖町が「財政健全化団体」となる（平成23年度まで）。
- 2011年（平成23年）：虻田発電所が「土木学会選奨土木遺産」選定[13]。
- 2012年（平成24年）：三豊市と「災害時相互応援協定」締結。箱根町と「大規模災害時等の相互応援協定」締結。
- 2015年（平成27年）：虻田漁港大磯分区（大磯分港）一部供用開始（翌年本格供用）[14]。
- 2016年（平成28年）：北海道洞爺高等学校閉校。
- 2017年（平成29年）：北海道道2号洞爺湖登別線・眺湖通の新道路全線開通[15]。多目的人工芝グラウンド「ポロモイスタジアム」竣工[16]。

## 姉妹都市・友好都市・友好湖
姉妹都市
- 足柄下郡箱根町（神奈川県）
  - 1964年（昭和39年）7月4日に旧虻田町が姉妹都市提携[1]。2012年（平成24年）6月30日には大規模災害時の相互応援協定締結[1]。

友好都市
- 三豊市（香川県）
  - 2007年（平成19年）7月1日提携（1975年（昭和50年）4月に旧洞爺村と旧財田町の間で姉妹都市提携していた）[1]。2012年（平成24年）4月6日に災害時相互応援協定締結[1]。

友好湖
- 黄山市（安徽省）
  - 2009年（平成21年）7月提携[1]。黄山市は世界遺産の黄山や周囲に約15の人工湖があり洞爺湖と似ていることから、観光・文化での交流を深めるため「友好湖」の覚書を交わした[1]。

## 行政
役場
- 洞爺湖町役場
  - 洞爺総合支所・洞爺湖温泉支所

財政
「平成25年度財政状況資料集」参照
- 人口：9,783人（平成26年1月1日現在）
- 標準財政規模：48億8,365万1千円
- 財政力指数：0.26 （類似団体平均0.49）
- 経常収支比率：89.8%（類似団体平均90.2%）
- 実質収支比率：3.8%
- 実質単年度収支：4,095万4千円
- 地方債現在高：102億1,634万5千円
- 普通会計歳入合計：75億1,104万6千円
  - 地方税：11億1,050万2千円（構成比14.8%）
  - 地方交付税：41億3,921万2千円（構成比55.1%）
  - 地方債：5億7,318万3千円（構成比7.6%）
- 普通会計歳出合計：73億2,073万1千円
  - 人件費：14億2,924万4千円（構成比19.5%）
    - うち職員給：8億7,729万7千円（構成比12.0%）

  - 扶助費：6億1,061万2千円（構成比8.3%）
  - 公債費：12億7,483万3千円（構成比17.4%）
- 積立金
  - 財政調整基金：11億4,882万円
  - 減債基金：1億274万円
  - その他特定目的基金：17億3,352万8千円
- 定員管理の適正度（平成22年度）
  - 職員数：143人（一般職員132人、教育公務員11人）
  - 人口1,000人当たり職員数：14.62人（類似団体平均10.27人）
  - ラスパイレス指数：99.7（類似団体平均95.1）
- 参考 
  - 一般職員等（143人）1人当たり給料月額：32万9,900円（職員手当含まず）

健全化判断比率・資金不足比率
- 実質赤字比率：－%（黒字のため比率算定されず）
- 連結実質赤字比率：－%（黒字のため比率算定されず）
- 実質公債費比率：16.0%
- 将来負担比率：91.9%
- 資金不足比率：全公営企業会計で資金不足額がなく、比率算定されず

## 官公署
国の機関
- 環境省
  - 北海道地方環境事務所洞爺湖自然保護官事務所
- 国土交通省
  - 北海道開発局室蘭開発建設部有珠復旧事務所

道の機関
- 胆振総合振興局
  - 室蘭建設管理部洞爺出張所

## 公共施設
- 洞爺湖町地域交流センター
- 洞爺湖町文化交流会館
- 洞爺湖町保健福祉センター
- あぶた体育館
- 洞爺湖町プール
- 洞爺湖文化センター
- アグリ館とれた（洞爺湖町農業研修センター）
- 洞爺湖町リサイクルセンター花美館
- 成香牧場
- 洞爺総合センター
- 洞爺いきがい交流センター
- 虻田火葬場
- 洞爺火葬場

## 公的機関
警察
- 伊達警察署
  - 虻田交番・洞爺湖温泉交番・洞爺駐在所

消防
- 西胆振行政事務組合
  - 洞爺湖支署
    - 洞爺出張所

病院
- 北海道社会事業協会洞爺病院
- 洞爺温泉病院

電力
- ほくでんエコエナジー洞爺管理所
  - 虻田発電所

コミュニティ放送
- wi-radio（FMびゅー（室蘭まちづくり放送）とのサイマル放送）

## 教育機関
高等学校
- 北海道虻田高等学校

中学校
- 洞爺湖町立虻田中学校
- 洞爺湖町立洞爺中学校

小学校
- 洞爺湖町立虻田小学校
- 洞爺湖町立洞爺湖温泉小学校
- 洞爺湖町立とうや小学校

保育所
- 桜ヶ丘保育所
- 入江保育所
- 本町保育所
- 洞爺保育所
- さくら保育所

幼稚園
- とうやこ幼稚園

大学（研究施設）
- 北海道大学北方生物圏フィールド科学センター水圏ステーション洞爺臨湖実験所[18]

## 経済・産業

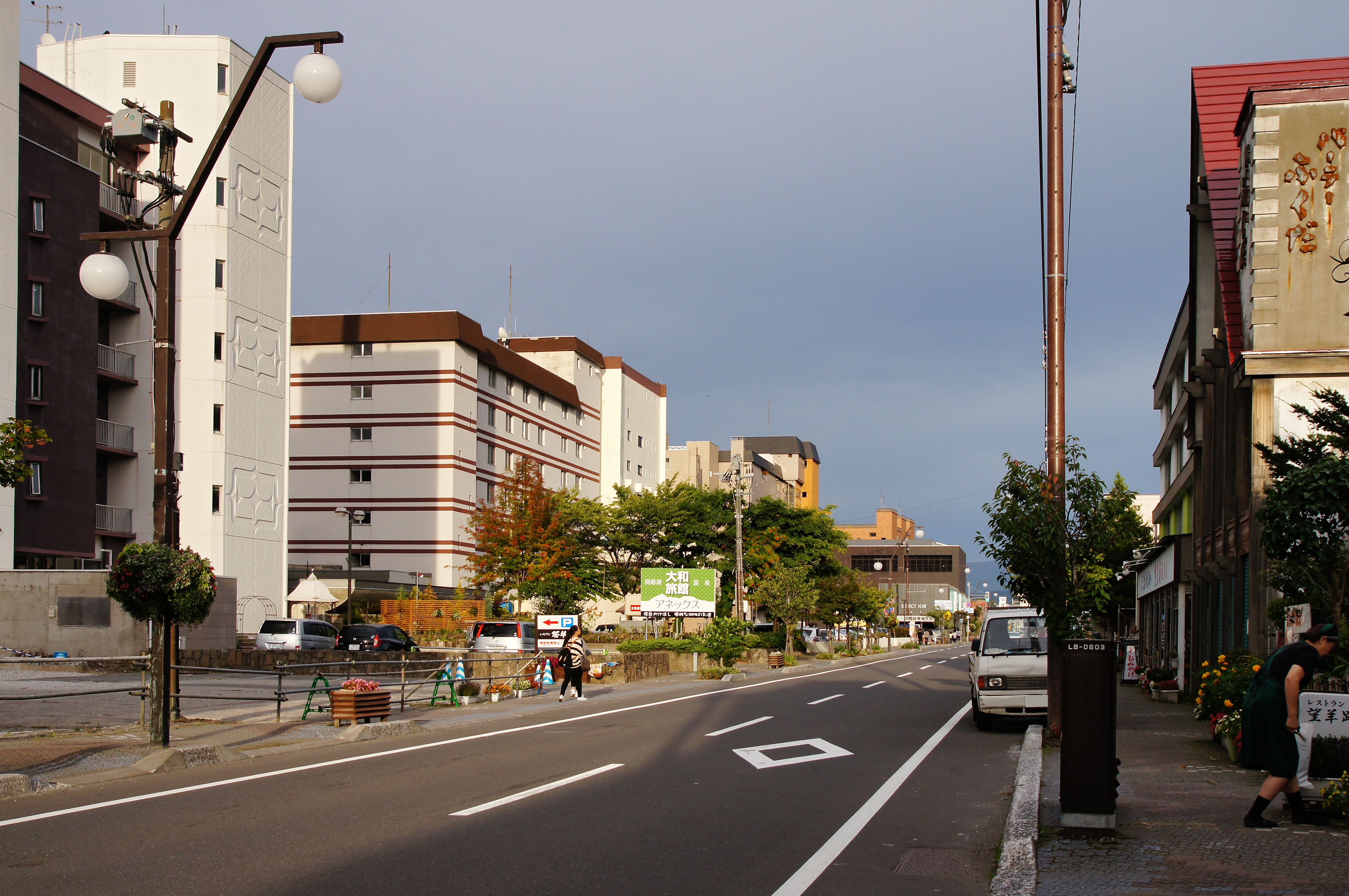
洞爺湖温泉街（2013年9月）

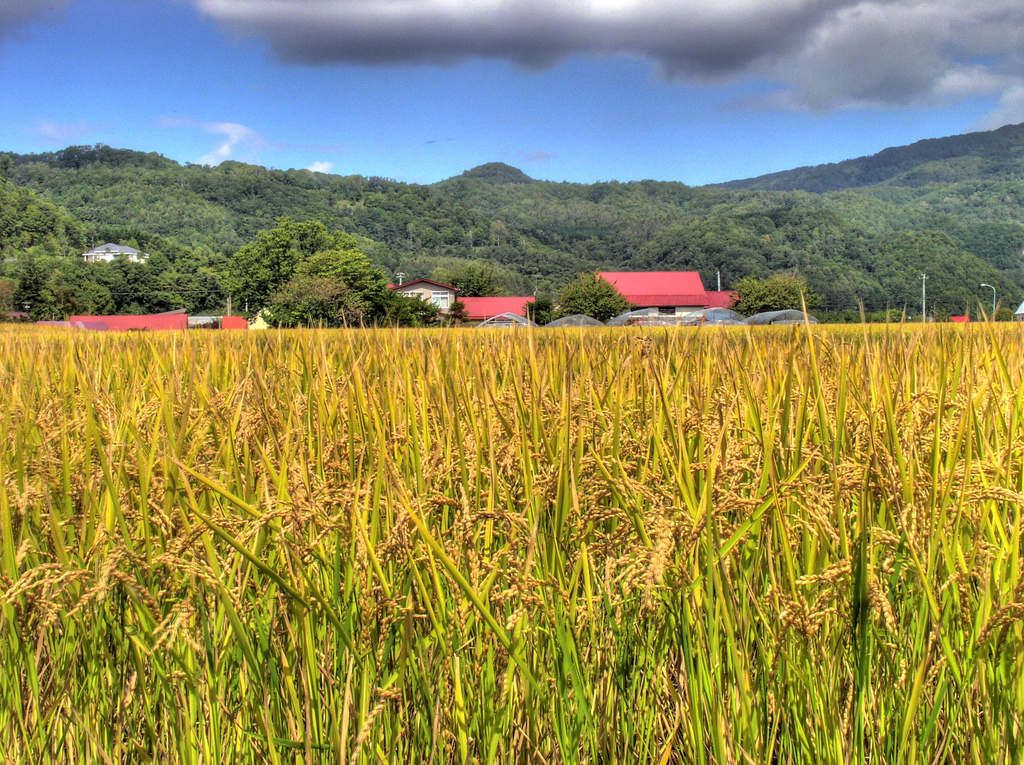
町内の農村風景（2006年9月）

主な産業構成は農業、漁業、商工業、サービス業となっており、観光地であることから第三次産業が全体の70%を占めている。また、国や北海道と比較すると第一次産業の割合が高く、洞爺地区では野菜をはじめとしていも類、豆類、水稲などの生産や畜産が行われ、漁業では内浦湾（噴火湾）のホタテガイの養殖やホタテ、ウニ、カレイの水産加工も行われている。
立地企業
- レイクヴィラファーム
- 日鉄鉱道南興発
- ほくでんエコエナジー
- わかさいも本舗
- 月浦ワイナリー
- 洞爺湖汽船
- 萬世閣
- 野口観光
- ザ・ウィンザー・ホテルズ インターナショナル
- 洞爺産業

組合
- とうや湖農業協同組合（JAとうや湖）
- いぶり噴火湾漁業協同組合[19]
- 洞爺湖温泉利用協同組合[20]
- 洞爺湖温泉飲食店組合[21]

スーパーマーケット
- JAとうや湖
  - Aコープとうや湖本店
- ウロコ
  - 虻田店

金融機関
- 北海道銀行洞爺支店 - 2022年11月に北海道銀行洞爺支店は伊達信用金庫虻田支店内に移転して共同窓口が設置される[22]。
- 伊達信用金庫虻田支店・洞爺温泉支店・洞爺温泉支店洞爺出張所
- JAバンク北海道（北海道信用農業協同組合連合会）JAとうや湖本所
- JFマリンバンク北海道（北海道信用漁業協同組合連合会）いぶり噴火湾

郵便局
- 虻田郵便局（集配局）
- 洞爺郵便局（集配局）
- 洞爺温泉郵便局

宅配便
- ヤマト運輸千歳主管支店とうやこセンター
- 佐川急便倶知安営業所（所在地は倶知安町）

## 交通

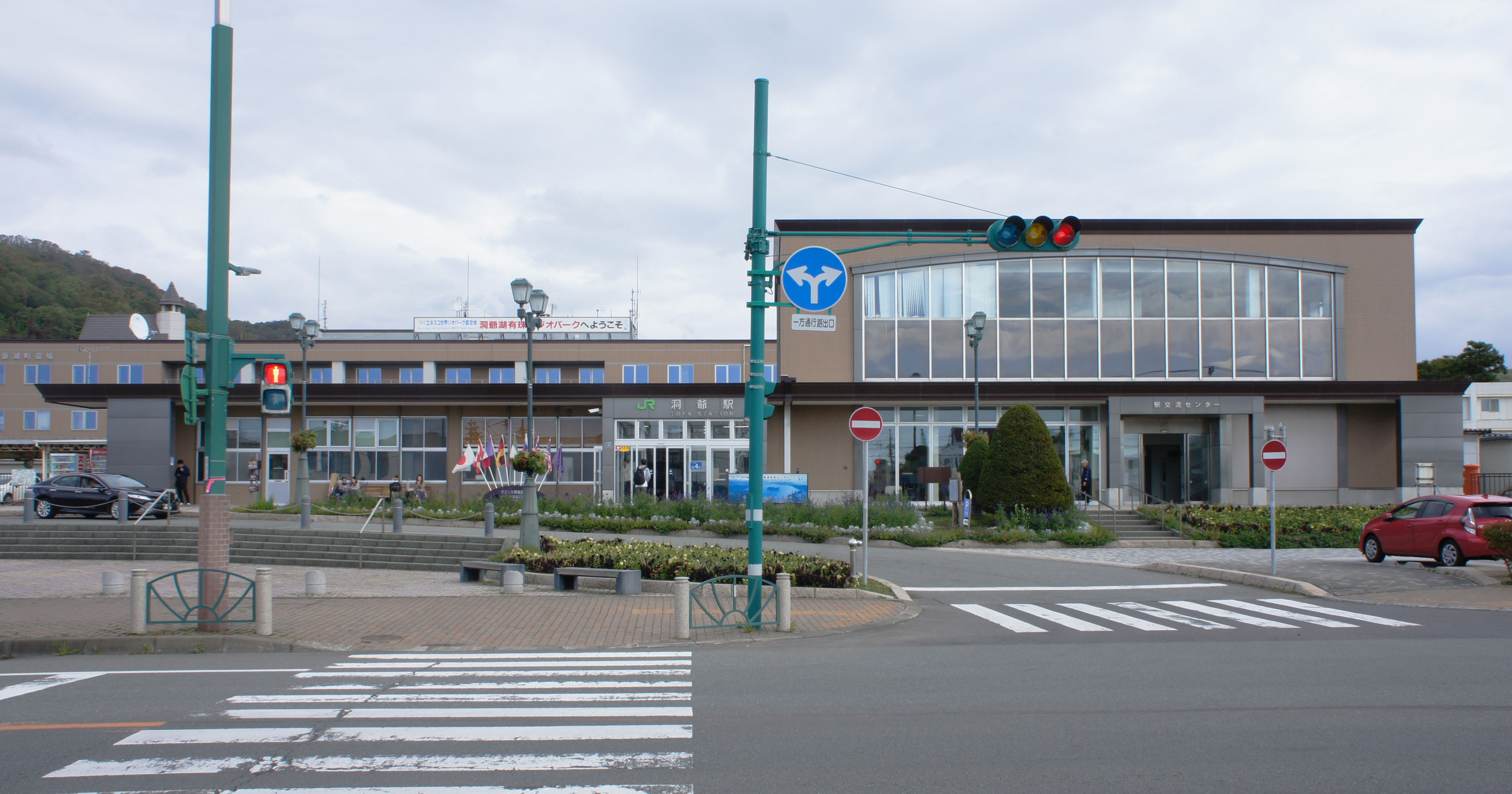
洞爺駅（2018年10月）

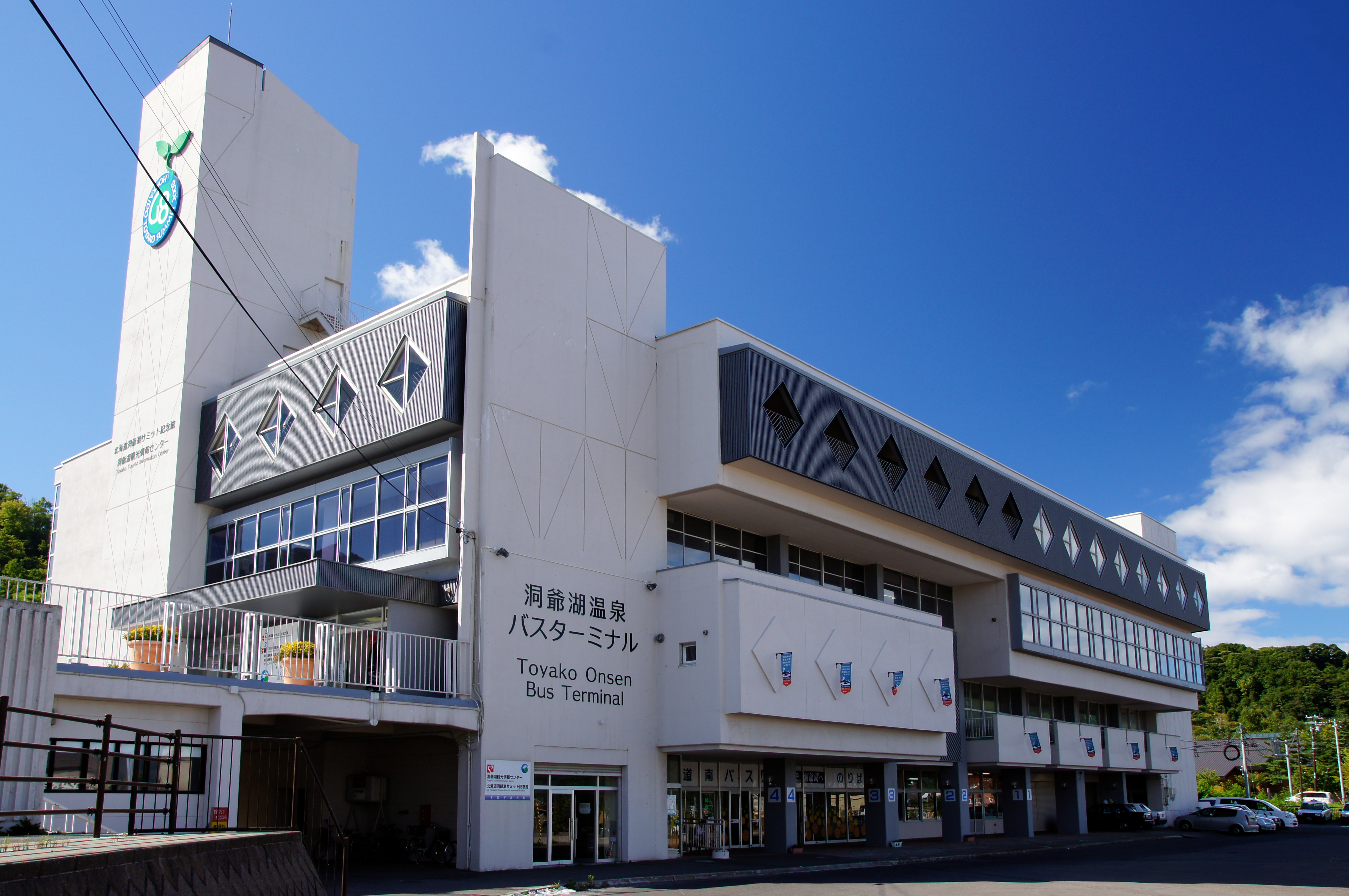
洞爺湖温泉バスターミナル（北海道洞爺湖サミット記念館内）（2013年9月）

### 鉄道
- 北海道旅客鉄道（JR北海道）
  - ■室蘭本線：洞爺駅

廃線となった鉄道
- 洞爺湖電気鉄道
  - 虻田駅（現在の洞爺駅） - 見晴駅 - 洞爺湖駅 - 湖畔駅

### バス
- 道南バス 洞爺湖温泉ターミナル
  - 室蘭・伊達、豊浦、登別温泉方面
  - 定山渓・札幌方面（完全予約制）

### タクシー
- 札幌交通洞爺営業所（北海道交運グループ）
- 豊浦ハイヤー
- 伊達ハイヤー
- 光星タクシー
- 道南ハイヤー
- 毛利ハイヤー

### 道路
町内を通る幹線道路は、シーニックバイウェイの「支笏洞爺ニセコルート」になっている。
- 高速道路
  - 道央自動車道（北海道縦貫自動車道）：虻田洞爺湖IC
- 一般国道
  - 国道37号（一部区間は国道230号との重用区間）
  - 国道230号
- 都道府県道
  - 北海道道2号洞爺湖登別線
  - 北海道道66号岩内洞爺線
  - 北海道道132号洞爺公園洞爺線
  - 北海道道285号豊浦洞爺線
  - 北海道道560号仲洞爺留寿都線
  - 北海道道578号洞爺虻田線
- 道の駅
  - あぷた
  - とうや湖

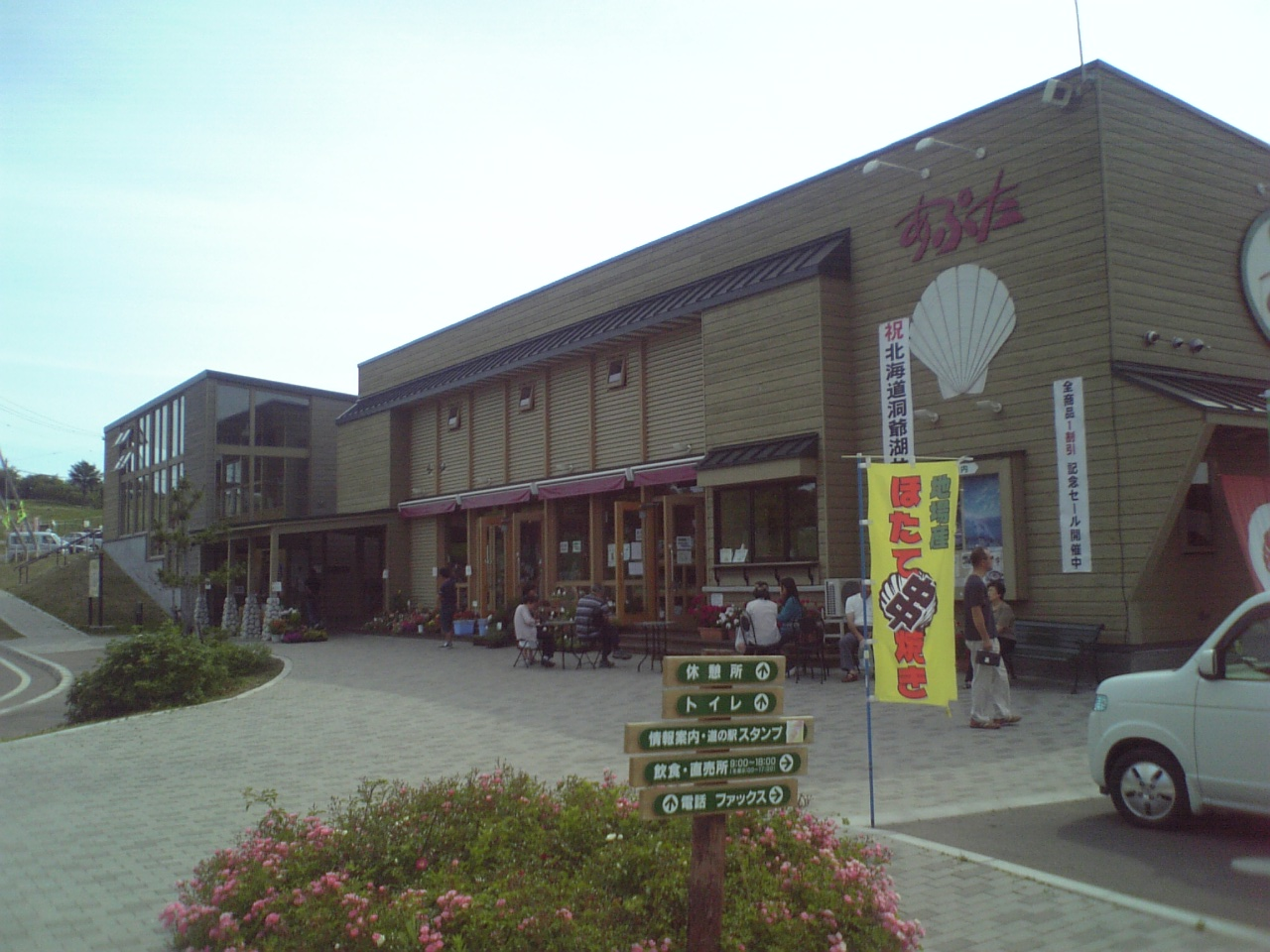
道の駅あぷた（2007年7月）
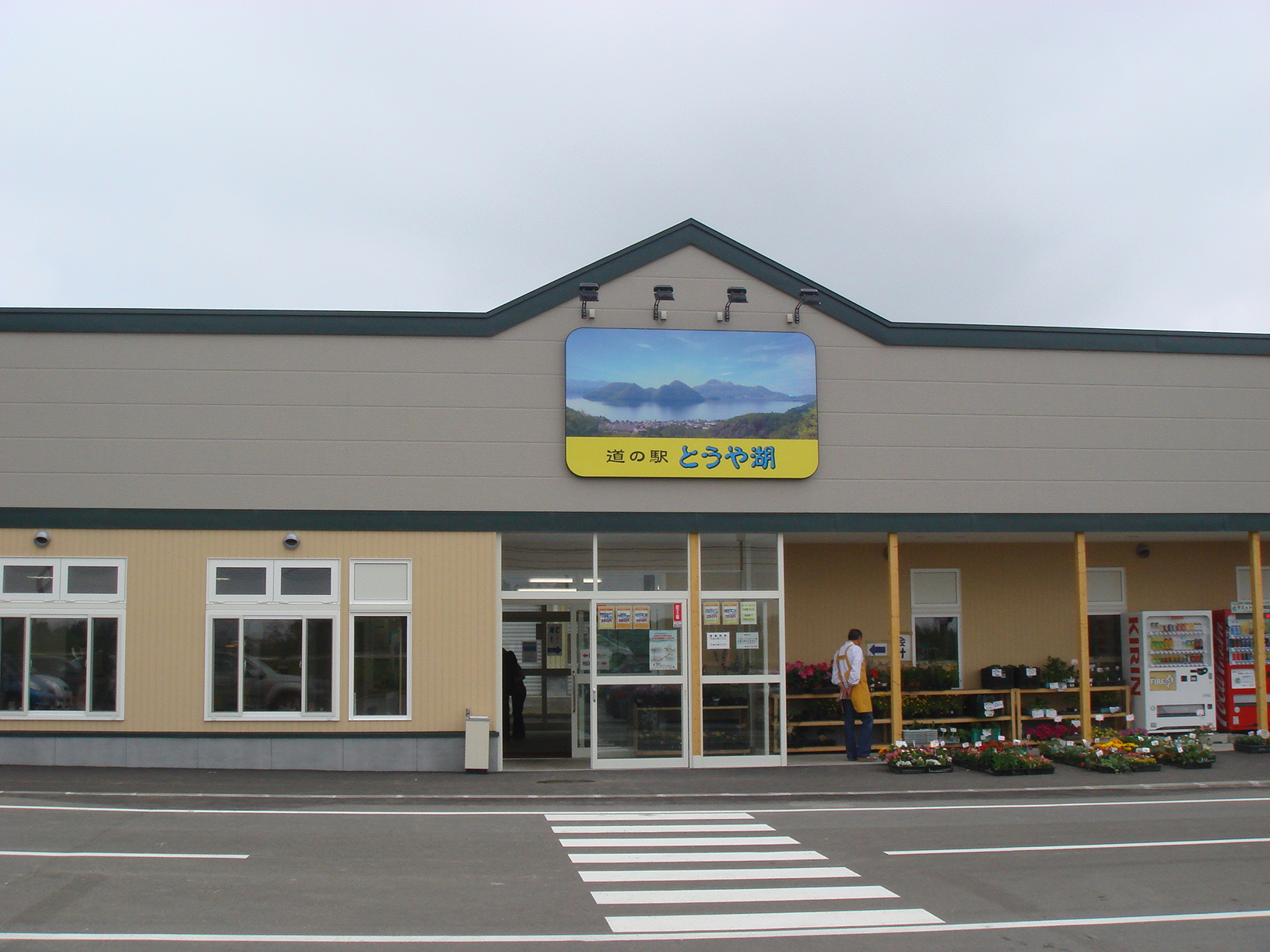
道の駅とうや湖（2008年6月）

### 船舶・索道
- 洞爺湖汽船（遊覧船）[24]
- ザ・ウィンザー・ホテルズ インターナショナル（ロープウェイ）[25]

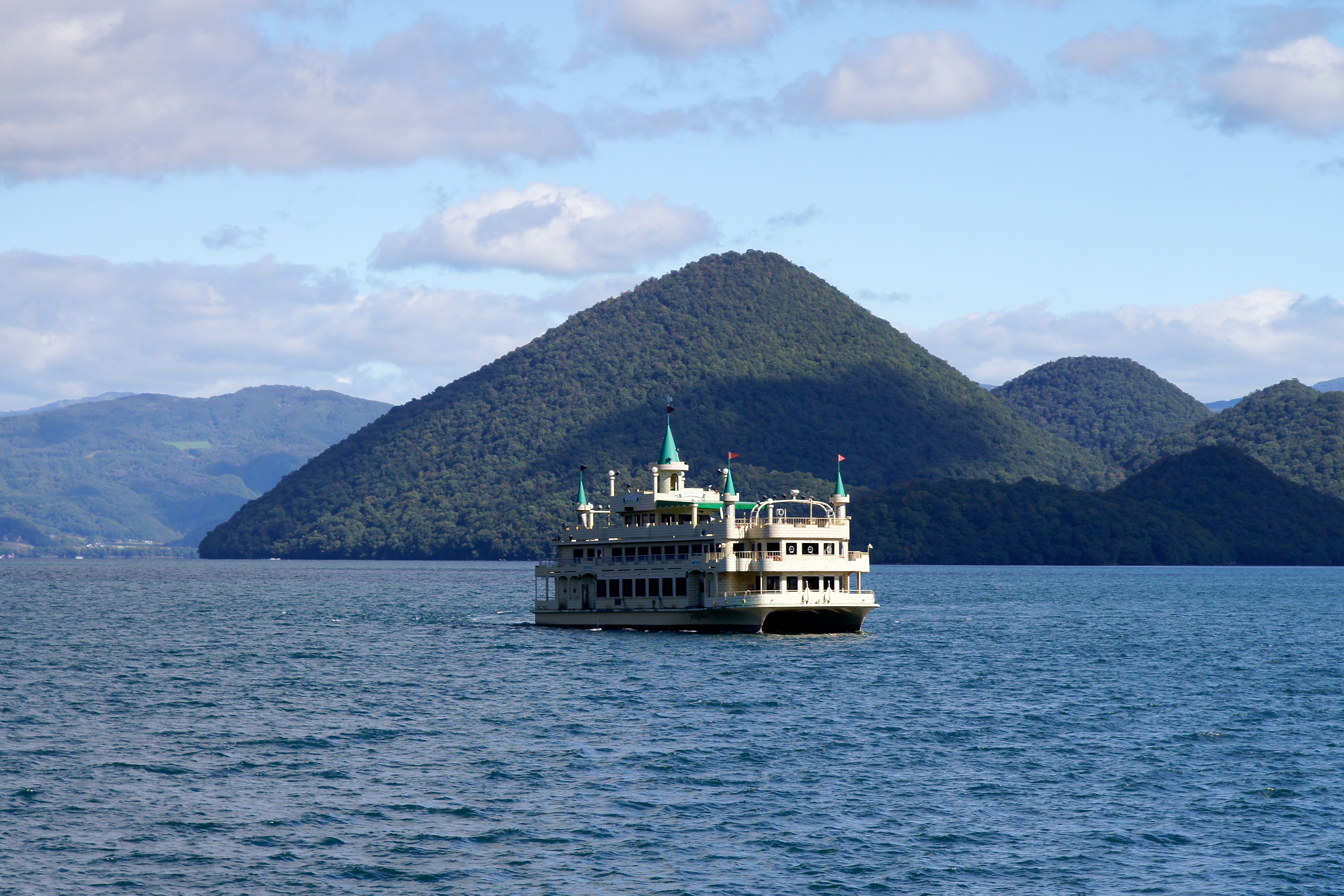
遊覧船（2013年9月）
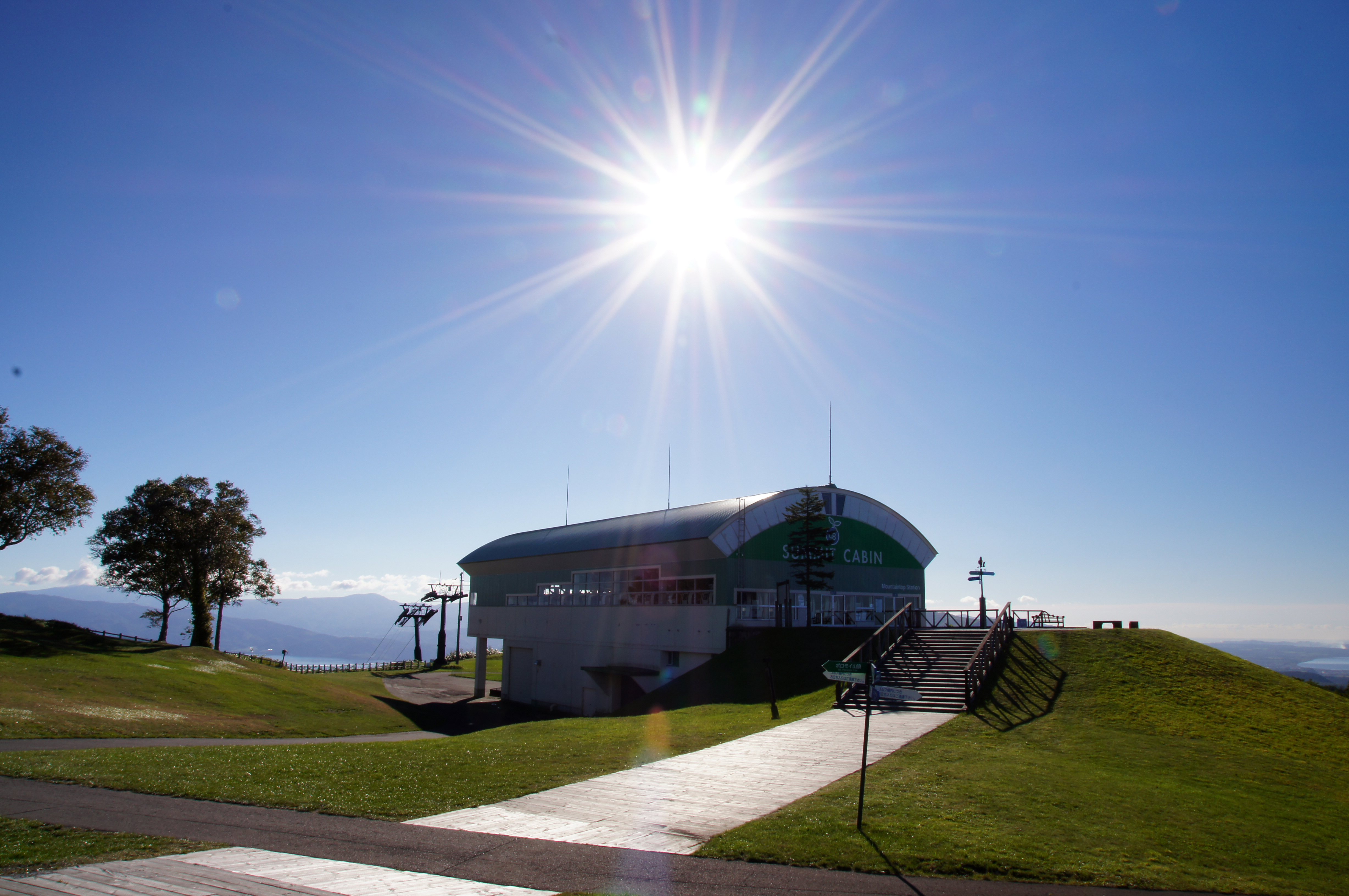
遊覧ロープウェイ「サミットキャビン」山頂（2013年9月）

## 文化財
国指定
- 史跡
  - 入江・高砂貝塚[26][27]

道指定
- 有形文化財
  - 入江馬頭観音碑 - 虻田馬頭観世音碑保存協賛会[27]

町指定
- 文化財
  - 月浦獅子舞 - 月浦獅子舞保存会[27]
  - 曙獅子舞 - 曙獅子舞保存会[27]
  - 香川獅子舞 - 香川獅子舞保存会[27]
  - 入江馬頭観世音碑 - 虻田馬頭観世音碑保存協賛会[27]
  - 大磯馬頭観世音碑群 - 虻田馬頭観世音碑保存協賛会[27]
  - 猪牙製装身具 - 洞爺湖町[27]

## 観光地
- 洞爺湖
- 有珠山

温泉
- 洞爺湖温泉
- 洞爺温泉

施設
- 洞爺湖ビジターセンター・火山科学館
- 北海道洞爺湖サミット記念館（洞爺湖観光情報センター）
- 洞爺湖森林博物館（所在地は壮瞥町）
- 洞爺財田自然体験ハウス
- とうや水の駅
- サイロ展望台[28]
- レークヒル・ファーム[29]
- 入江・高砂貝塚館[30]
  - 洞爺湖町郷土資料館

公園・散策路
- とうや湖ぐるっと彫刻公園（美しい日本の歩きたくなるみち500選[31]）
- 湖畔遊歩道
- 有珠山噴火記念公園
- 浮見堂公園
- 夕日が見える渚公園
- 入江・高砂貝塚公園（北海道・北東北の縄文遺跡群）[32]
- 金比羅火口災害遺構散策路
- 西山山麓火口散策路
- 1977年火山遺構公園

キャンプ場
- グリーンステイ洞爺湖[33]
- 水辺の里財田キャンプ場

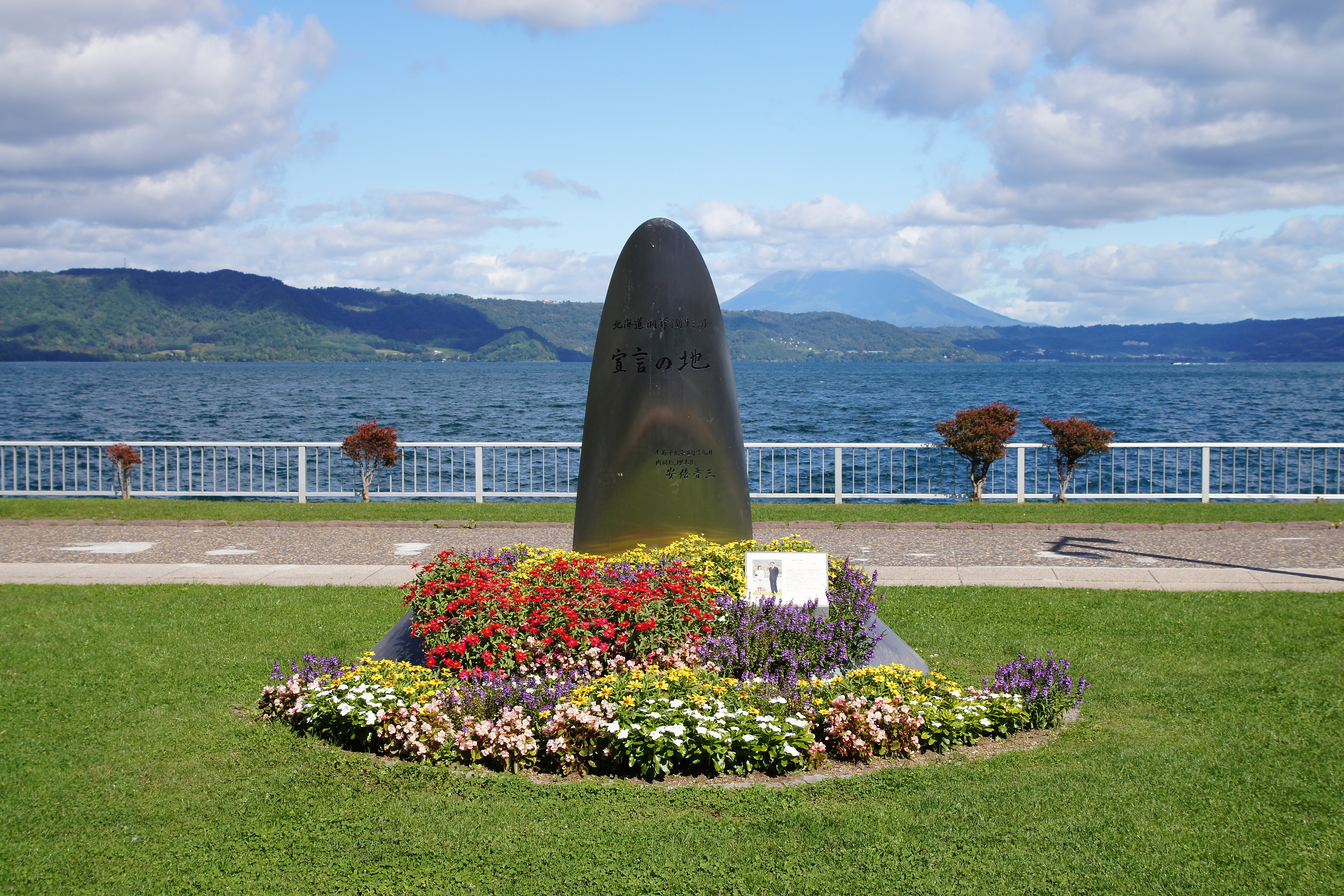
北海道洞爺湖サミット宣言の地碑（2013年9月）
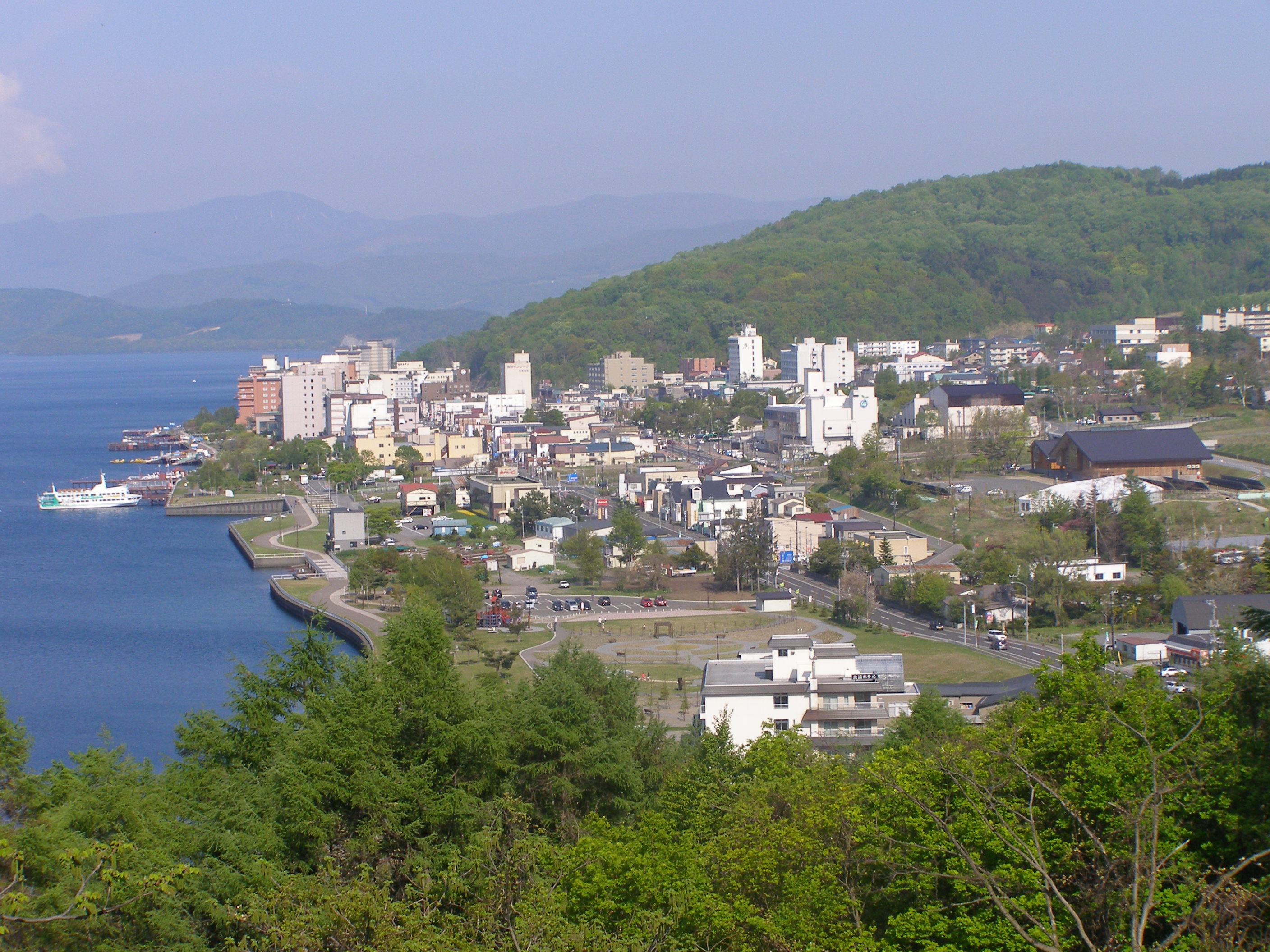
洞爺湖温泉街（2008年5月）
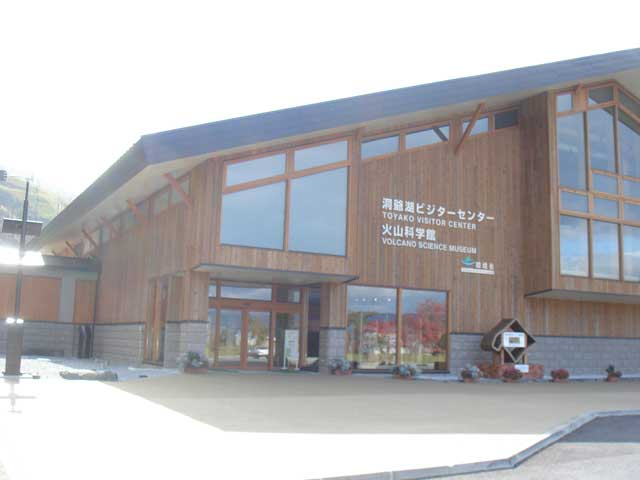
洞爺湖ビジターセンター・火山科学館（2007年9月）
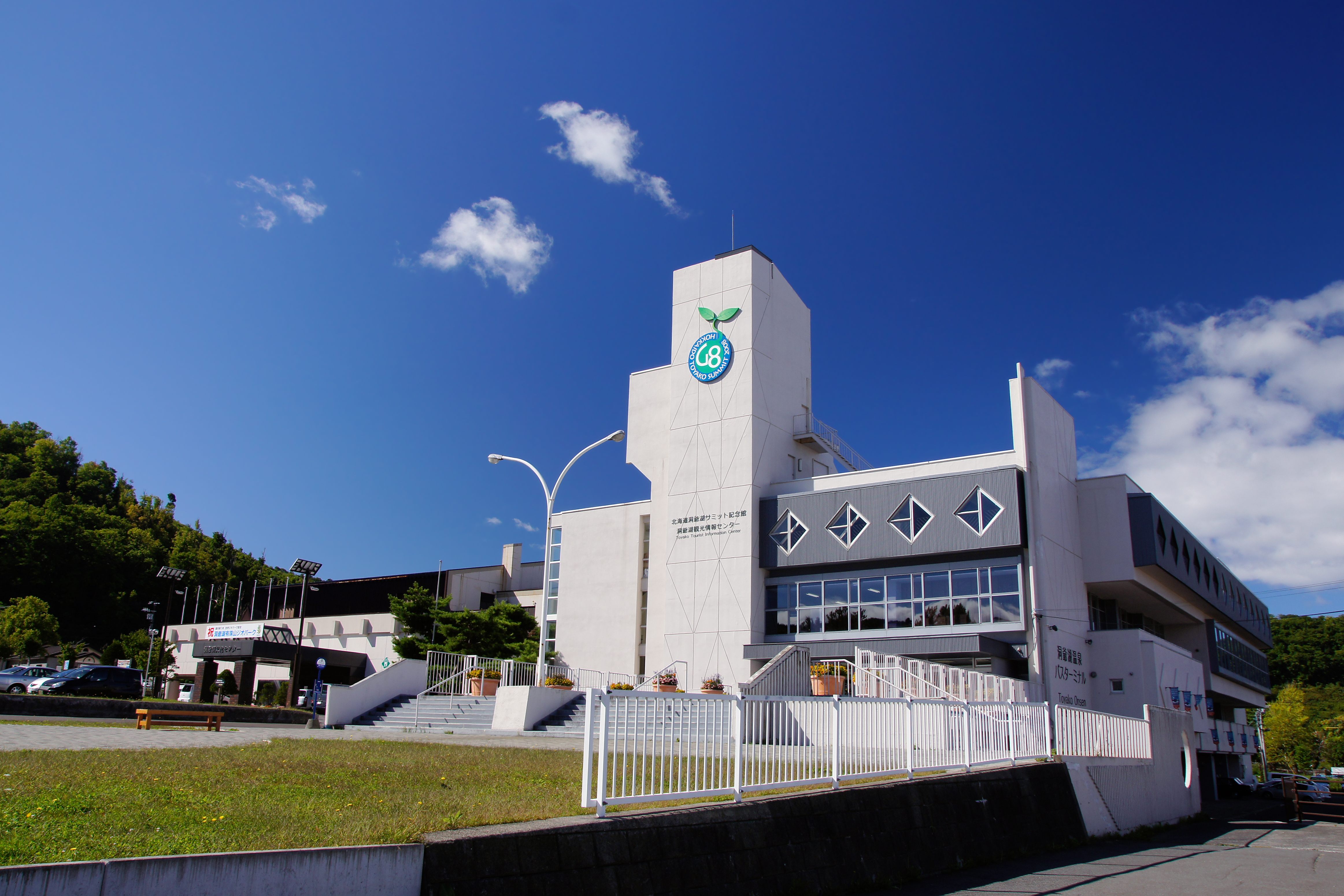
北海道洞爺湖サミット記念館（洞爺湖観光情報センター）（2013年9月）
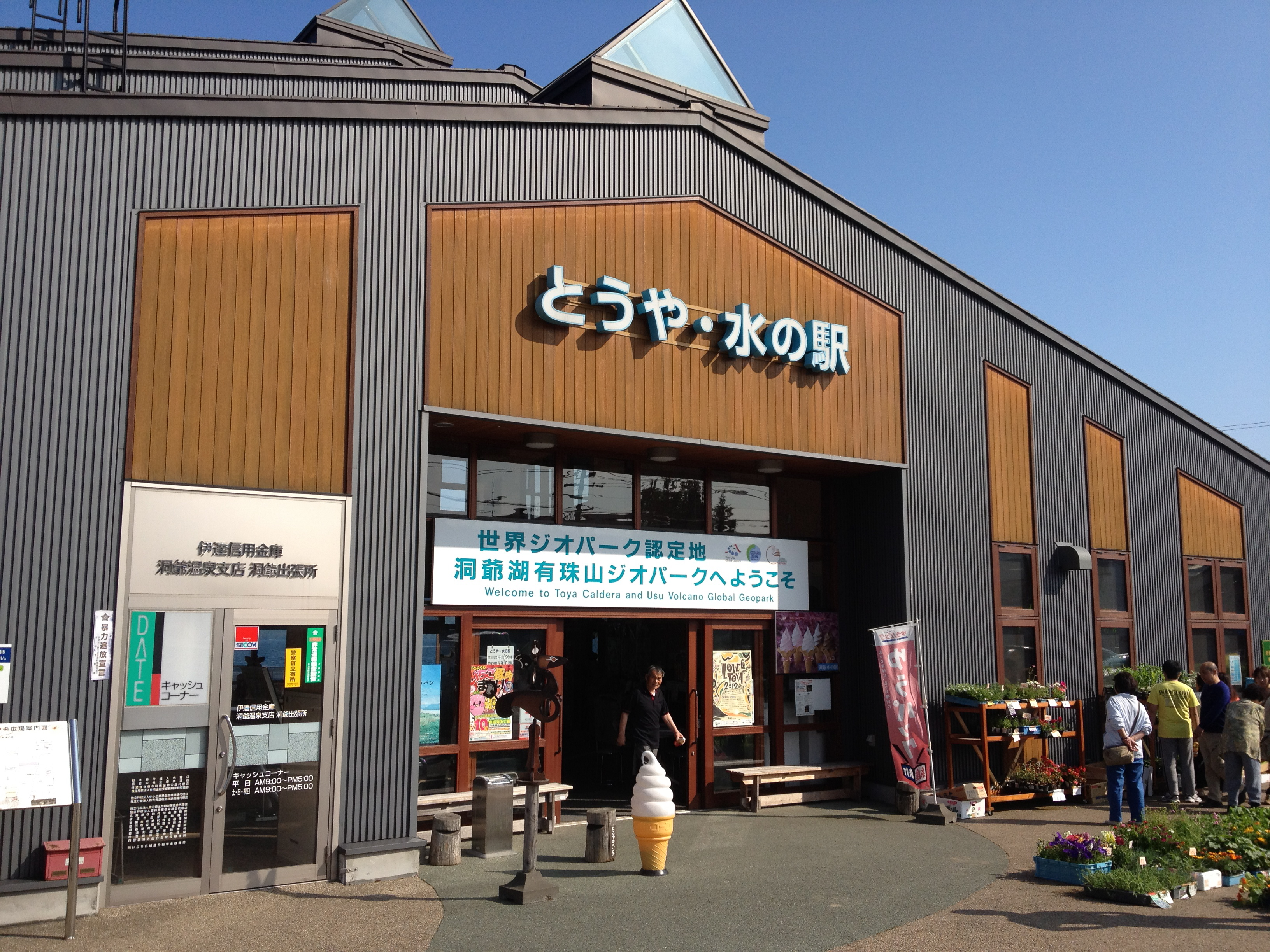
とうや・水の駅（2012年6月）
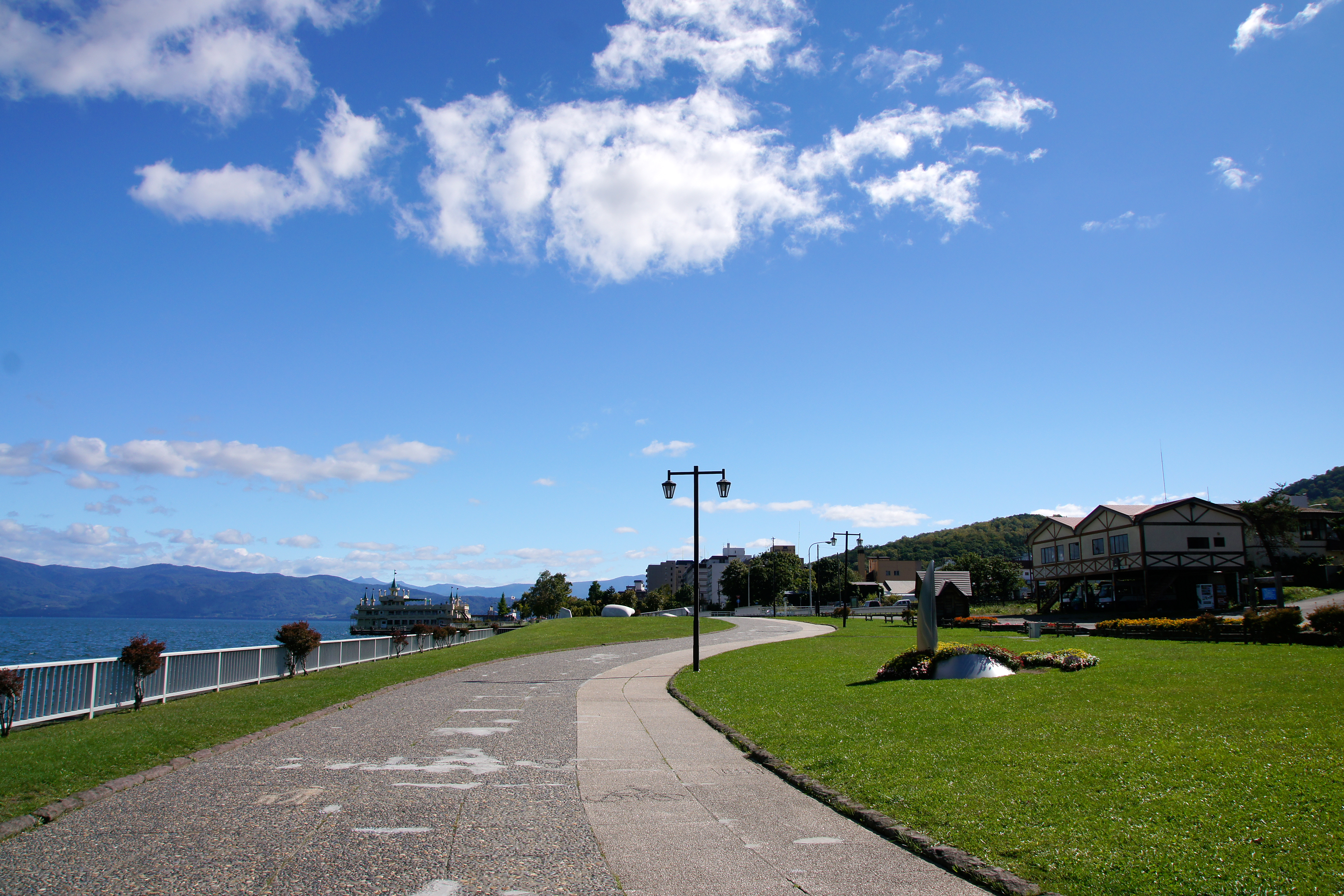
湖畔遊歩道（2013年9月）
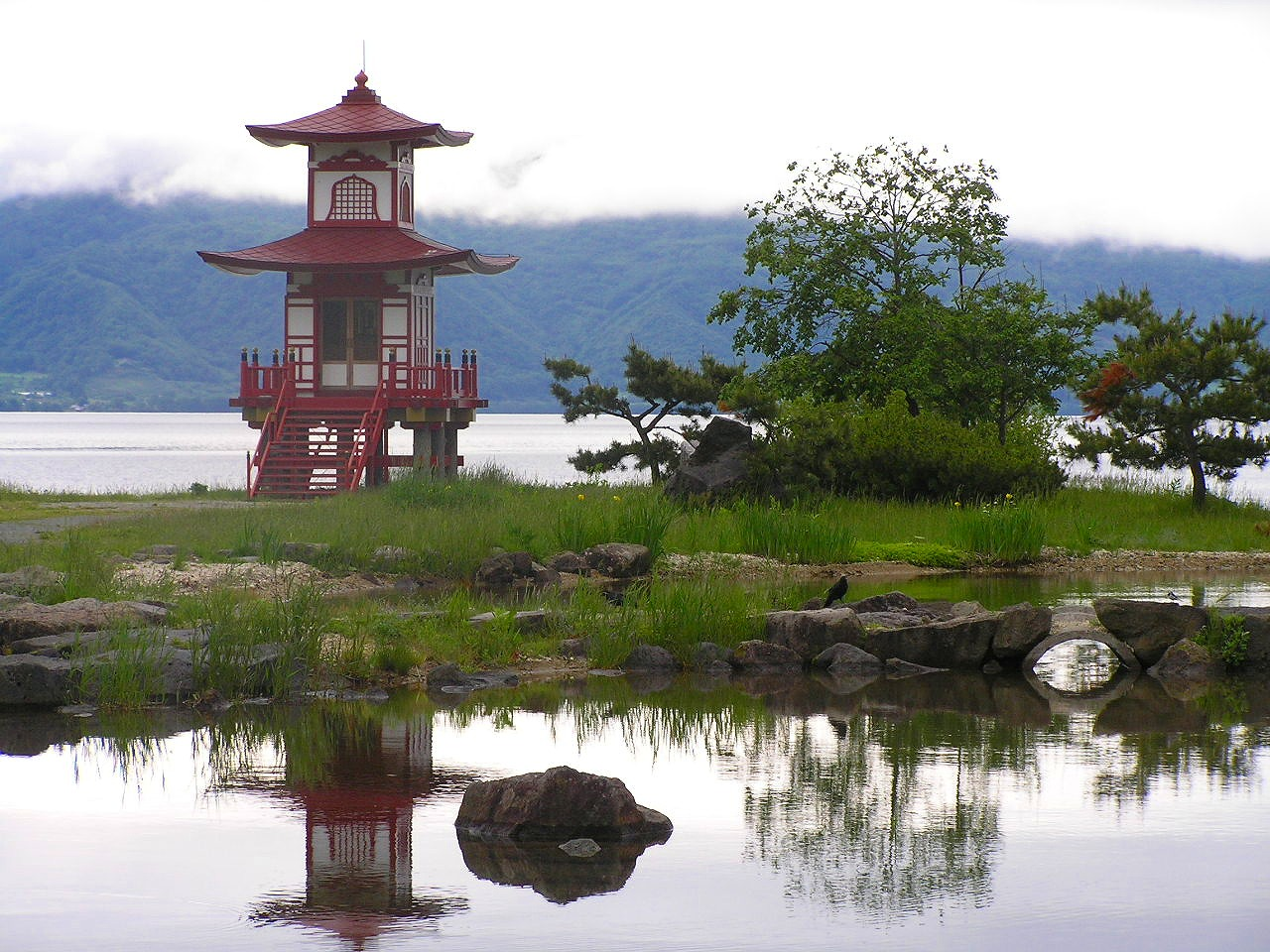
浮見堂公園（2006年6月）
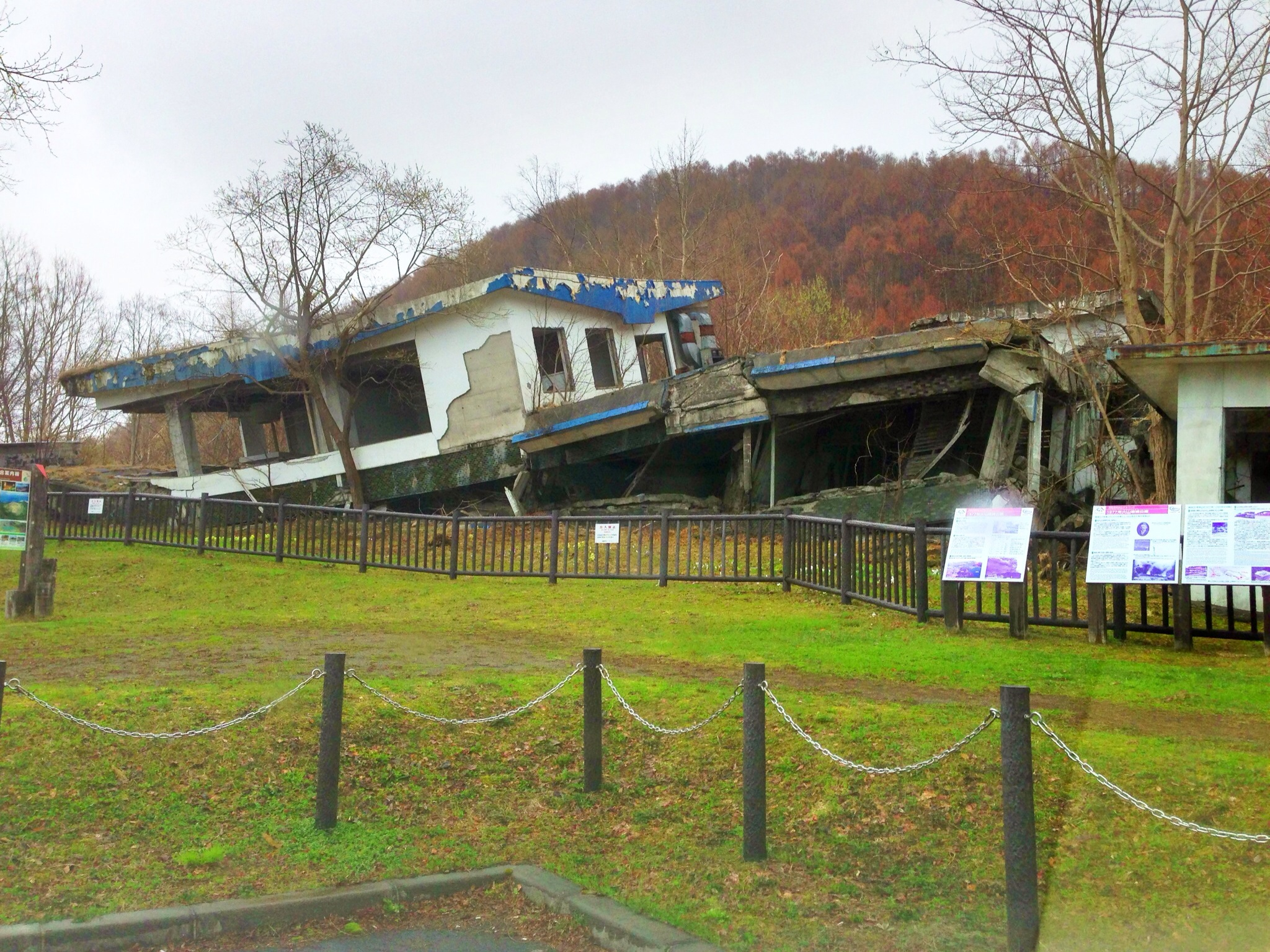
1977年火山遺構公園

## 祭事・催事
- 洞爺湖温泉冬まつり（2月）
- とうや冬まつり（2月）
- 洞爺湖ロングラン花火大会（4月下旬から10月下旬）
- 洞爺湖マラソン（5月）[34]
- TOYAKOマンガ・アニメフェスタ（6月）
- 洞爺産業まつり（6月）
- 洞爺湖温泉夏まつり（7月下旬から8月中旬）
- 洞爺夏まつり（7月）
- 北海道ツーデーマーチ（9月）
- 月浦ワインまつり（10月）
- 洞爺湖温泉イルミネーションストリート（11月上旬から3月下旬）

## 人物
50音順
出身人物
- 綾野ましろ（歌手）
- 多田憲之（実業家）
- 平山晃哉（アクリル装飾。元野猿メンバー）
- 藤井要一（作詞・作曲家。手風琴元メンバー）
- 松田忠徳（温泉学者・旅行作家・モンゴル研究家）
- 結城康博（社会福祉学者）

ゆかりのある人物
- 白井柳治郎（教師。アイヌ教育に尽力）

## 町民憲章・宣言
洞爺湖町民憲章
宣言
- 環境宣言（平成20年1月16日制定）[35]
- 洞爺湖町非核平和の町宣言（平成20年3月19日制定）[36]

## 参考資料
- “洞爺湖町の概要 平成28年度版” (PDF).   洞爺湖町 (2016年). 2016年8月8日閲覧。
- “洞爺湖町地域防災計画” (PDF).   洞爺湖町 (2015年). 2016年8月8日閲覧。